# South African Civil Aviation Authority
South African Civil Aviation Authority (SACAA, Autorité de l'Aviation civile sud-africaine) est l'administration sud-africaine, créée le 1er octobre 1998 et rattachée au département du Transport, chargée de superviser la sécurité et la sureté de l'aviation civile. Le SACAA a son siège dans le bâtiment n° 16 d'Ikhaya Lokundiza, Waterfall Park, Midrand, Johannesbourg,.